# سجلات الفضاء
سجلّات الفضاء: مواجهة الحدود القصوى هي مختارات قام نيل ديجراس تايسون بنشرها في عام 2012، تغطّي هذه المختارات مواضيع مختلفة متعلّقة بتاريخ ومستقبل ناسا (الإدارة الوطنيّة للملاحة الجويّة والفضاء)، والسّفر في الفضاء بشكل عام.
أحد فصول هذا الكتاب هو نسخة عمّا تناوله تايسون في حديث له أثناء حضوره كضيف في برنامج «حديث عقلاني»؛ وأوضح في هذا البرنامج العديد من المبرّرات حول إنفاق الحكومة الكثير من الأموال على البرامج الفضائيّة.
كان ينوي تايسون أن يكون العنوان الأصلي لكتابه:«الفشل في الإطلاق: أحلام وأوهام هوّاة الفضاء».

## نبذة عن الكتاب
فيما يلي ملخّص عن أهم ما جاء في كتاب تايسون:
يتحدّث تايسون عن الإدراك البشريّ لعلم الفلك على مرّ السّنين، بدءاً من اعتقادنا بأنّ كل شيء يدور حولنا، حتّى الإدراك الأكثر تعقيداً للكون الذي نعلمه في يومنا هذا.
الكتاب عبارة عن مختارات من المقابلات ومقالات المجلّات وكتابات أخرى لتايسون، الذي يشغل اليوم منصب مدير القبّة السماويّة في هايدن في المتحف الأمريكيّ للتاريخ الطبيعيّ في نيويورك.
```
تساعد بلاغة الكتابة القارئ على إدراك مفاهيم معقّدّة مثل «استبدال التكنولوجيا الهندسيّة لطاقة العضلات بالطاقة الآليّة»؛ وفي جزء آخر من الكتاب يتحدّث عن الفشل في بعض برامج الفضاء، حيث يفسّر كيفية فشل وانتهاء بعض المهام الفلكيّة حتّى قبل أن تتلقّى التمويل الكافي من 
الكونغرس
 الأمريكيّ.
```

يستهدف الكتاب الجمهور الأمريكيّ بشكل خاص، عن طريق حشو الكتاب بالمعلومات التفصيليّة حول وكالة ناسا، وخاصةً ميزانيّتها وصلتها بالأنشطة الحكوميّة. يشير تايسون في الكتاب إلى الجدل الكبير الذي حدث نتيجة اختلاف نهج أوباما عن نهج جورج دبليو بوش حول استكشاف الفضاء.
من خلال الكتاب، يتحدّث تايسون عن أفكاره حول وكالة ناسا، وذكر العديد من المبادرات الفضائيّة، كما أكّد على أن تتبّع الكويكبات هي أولويّة فضائيّة قصوى.
مقاله الأقوى كان في نهاية المقال، حيث اعترف تايسون في نهاية مقاله أنّ طبيعة عمله، تجعله أحياناً ينسى مشاكله الدنيويّة.